# Ивантеевка-2 (платформа)
Иванте́евка-2 — остановочный пункт тупиковой линии Болшево — Фрязино Ярославского направления Московской железной дороги. Несмотря на название, платформа находится на территории Тарасовского сельского поселения Пушкинского района Московской области вблизи границы города Ивантеевка.
Платформа была открыта в августе 1948 года, одновременно с электрификацией железнодорожной линии Болшево - Ивантеевка - Фрязино, и организацией движения пригородных электропоездов на ней.
Прежнее название остановочного пункта — 9 км (переименована в конце 1979 года).
Платформа расположена в выемке холма и со всех сторон окружена лесным массивом, принадлежащем ГБПОУ МО «Пушкинский лесотехнический техникум». Территория города Ивантеевка начинается в нескольких сотнях метров от края платформы. Несмотря на это, подходы к станции освещаются от городской электросети.
Платформа Ивантеевка II является важным транспортным узлом для города. Большая часть пассажиров электропоездов из Ивантеевки пользуется именно этой платформой.
Время движения от Ярославского вокзала около 1 часа, от платформы Фрязино-Пасс. — около 20 минут.
С декабря 2008 года платформа огорожена, сооружён павильон с кассами, турникетами и залом ожидания.

## Транспорт
Автобус 1 (пл. Ивантеевка-2 — сан. «Ивантеевка» — пл. Ивантеевка-2)

## Фотографии
- Вход в павильон станции
- Турникетный зал
- Платформа станции